# The Advantage
The Advantage est un groupe musical américain, originaire de Sacramento, en Californie, actif entre 1998 et 2016. Il se consacre à la reprise de musiques d'anciens jeux NES, également connue sous le nom de Nintendocore,. Le groupe est nommé d'après la manette de jeu NES homonyme.

## Histoire
Le batteur fondateur Spencer Seim commence à jouer de la musique de jeu vidéo après avoir participé à un concours de talents à Nevada City, en Californie, où il rencontre un duo qui jouait des chansons tirées de bandes originales de jeux. Il rejoint ensuite ce groupe, mais les deux autres membres déménagent à Milwaukee peu de temps après, et il forme donc The Advantage avec trois camarades de lycée (Nick Rogers, Carson McWhirter et Ben Milner) pour continuer à jouer de la musique de jeu vidéo. Le groupe attire l'attention du label 5 Rue Christine, filiale de Kill Rock Stars, qui le signe et sort son premier album éponyme en 2004. L'album contient 26 reprises de chansons de jeux Nintendo. Au départ, McWhirter arrange les compositions pour l'ensemble, mais avec le temps, ils commencent à travailler leurs propres parties de manière indépendante en écoutant les bandes-son des jeux.
Pendant la tournée de leur premier album, le groupe sort Da Advantage EP en 2004 sur leur propre label T.A.R. (The Advantage Records) et le vend lors de ses concerts. Plutôt que de s'appuyer sur des claviers ou samples pour évoquer les morceaux d'origine du groupe, leurs enregistrements reprennent des airs de jeux à l'aide d'une instrumentation rock standard - guitare, basse et batterie. Pitchfork fait l'éloge de l'album, notant que « la simplicité et la force mélodique des morceaux d'origine concentrent les joueurs, et les joueurs étoffent les morceaux d'origine au-delà de ses limites technologiques d'origine ».
En 2006, Nick Rogers quitte le groupe et le guitariste Robby Moncrieff le rejoint pour leur deuxième album studio, Elf Titled, également sorti chez 5RC Records. AllMusic note que Elf Titled comprend plusieurs reprises de chansons de jeux Nintendo moins connus. Cet album comprend des voix sur une piste, et introduit quelques instruments synthétiques. Le groupe sort son deuxième EP, Underwear : So Big ! EP, sur leur propre label Advantage Records pendant leur tournée de 2006 et le vendent lors des concerts. Après la sortie de Elf Titled, le groupe tourne pendant une courte période avant de se mettre en pause. À cette époque, Seim et McWhirter avaient déjà sorti plusieurs albums au sein du groupe Hella. 

## Discographie

### Albums studio
- 2004 : The Advantage (5 Rue Christine)
- 2004 : Da Advantage EP - 2004 Tour CD (The Advantage Records)
- 2006 : Elf Titled (5 Rue Christine Records)
- 2006 : Underwear: So Big! EP - 2006 Tour CD  (The Advantage Records)
- 2010 : B-Sides Anthology (Obstructive Vibrations)
- 2013 : Edits (The Advantage Records, T.A.R.)

### Albums live
- 2014 : Live from: The Great American Music Hall (The Advantage Records)
- 2016 : Rock Bottom: Live from Bottom of the Hill (The Advantage Records)
- 2016 : Bottom Line: Live from Bottom of the Hill (The Advantage Records)